# Kriegerdenkmal (Pöttmes)

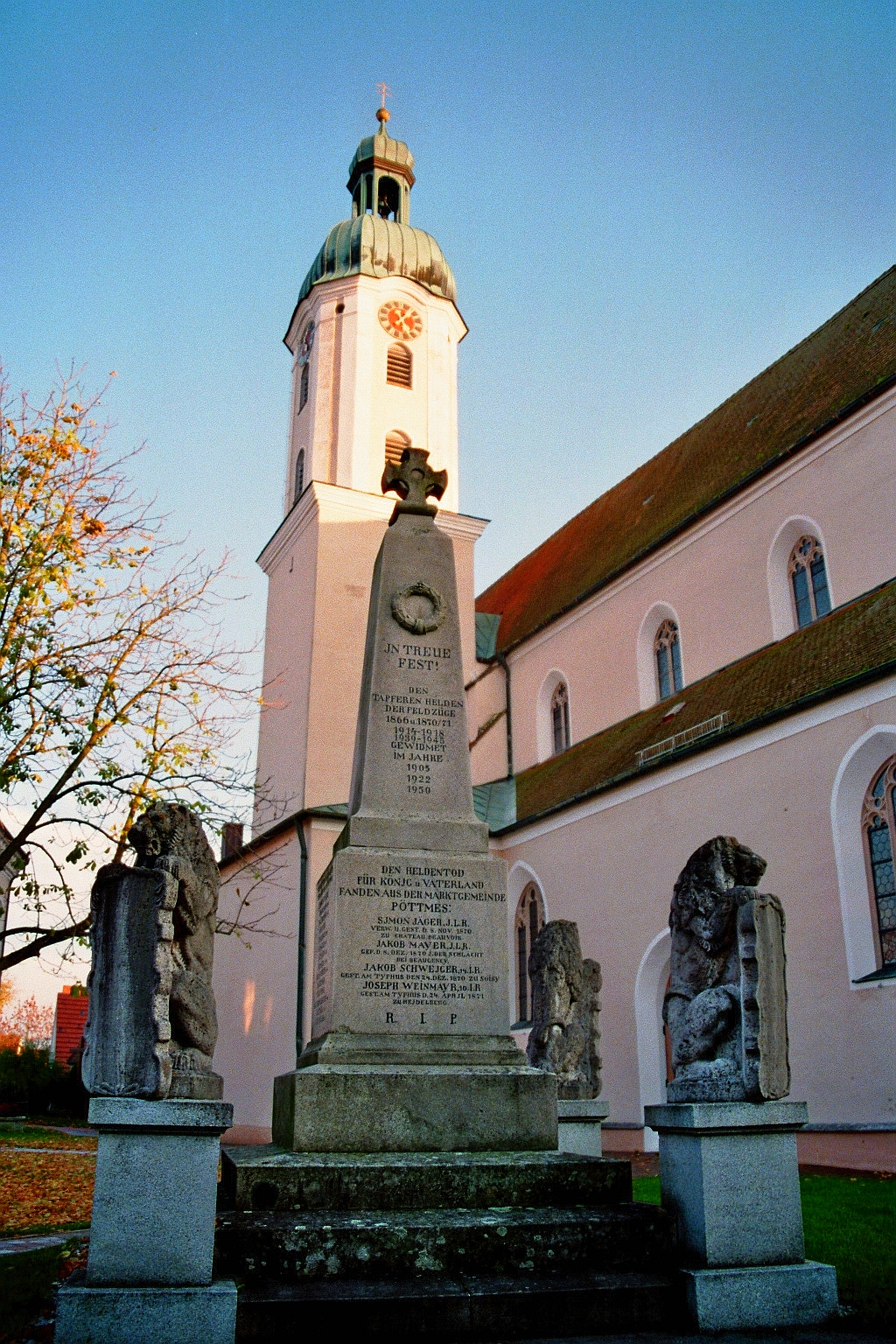
Kriegerdenkmal in Pöttmes

Das Kriegerdenkmal in Pöttmes, einer Marktgemeinde im schwäbischen Landkreis Aichach-Friedberg, wurde 1905 errichtet. Das geschütztes Baudenkmal steht am Kirchplatz 8 vor der katholische Pfarrkirche St. Peter und Paul. 
Das Kriegerdenkmal zur Erinnerung an die Kriegsopfer aus der Gemeinde Pöttmes besteht aus einem hohen Sockel mit einem Obelisken, der von einem Kreuz bekrönt wird. Im Jahr 1922 wurden die vier Löwenskulpturen auf Sockeln hinzugefügt.

Die Inschrift lautet: 

„In Treue fest! 
Den
Tapferen Helden
der Feldzüge 1866 u. 1870/71.
1914–1918
1939–1945
Gewidmet im Jahre
1905
1922
1950“